# U-846
 U-846  — немецкая подводная лодка типа IXC/40, времён Второй мировой войны.
Заказ на постройку субмарины был отдан 20 января 1941 года. Лодка была заложена 21 июля 1942 года на верфи судостроительной компании АГ Везер, Bremen под строительным номером 1052, спущена на воду 17 февраля 1943 года, 29 мая 1943 года под командованием оберлейтенанта Бертхолда Хасхагена вошла в состав учебной 4-й флотилии. 1 декабря 1943 года вошла в состав 10-й флотилии. Лодка совершила	2 боевых похода, успехов не достигла. Потоплена 4 мая 1944 года в Бискайском заливе у берегов Испании в районе с координатами 46°04′ с. ш. 09°20′ з. д. глубинными бомбами канадского самолёта типа Веллингтон. Все 57 членов экипажа погибли.